# Gura Șuții
Gura Șuții es una comuna ubicada en el distrito de Dâmbovița, Rumania.

## Superficie
Posee una superficie de 34,20 kilómetros cuadrados.

## Demografía
Hasta 2021 la población era de 5106 habitantes, con una densidad de población de 149,3 habitantes por kilómetro cuadrado.